# Cikot
Cikot es un pueblo ubicado en la municipalidad de Rekovac, en el distrito de Pomoravlje, Serbia.

## Superficie
Posee una superficie de 11,19 kilómetros cuadrados.

## Demografía
Hasta 2011 la población era de 198 habitantes, con una densidad de población de 17,69 habitantes por kilómetro cuadrado.